# دانشگاه کلارکز سامیت
دانشگاه کلارکز سامیت یک کالج خصوصی کتاب مقدس باپتیست در کلارکز سامیت، پنسیلوانیا است. این دانشگاه مدارک درون دانشگاهی و آنلاین را در مقاطع کارشناسی و کارشناسی ارشد ارائه می‌دهد. اینها شامل گزینه ثبت نام دوگانه در دبیرستان و همچنین مدارک کاردانی، کارشناسی، کارشناسی ارشد و دکترا می‌باشد.
این مدرسه به عنوان مدرسه علمیه کتاب مقدس باپتیست در سال ۱۹۳۲ در شهر جانسون، نیویورک تأسیس شد.
حوزه علمیه جداگانه باپتیست کتاب مقدس در سال ۱۹۷۲ منحل شد و نام اصلی کالج را از زمان تأسیس آن در سال ۱۹۳۴ به خود گرفت. تحصیلات تکمیلی در سال ۱۹۸۹ آغاز شد این نام در سال ۲۰۱۶ به دانشگاه فعلی سران کلارکز تغییر یافت

## فارغ التحصیلان قابل توجه
- کشیش بسکتبال دانشگاه سیراکیوز ویلیام پین[۶]
- برایان هیگینز، کارشناس حوزه امنیت عمومی و رئیس پلیس سابق شهرستان برگن، نیوجرسی[۷]
- مؤسس و مدیر اجرایی Grace Relations دکتر چارلز ور[۸]
- کارشناس مشاوره و نویسنده رابرت کلمن، بنیانگذار وزارتخانه‌های RPM[۹]
- کشیش و نویسنده جان التون پلچر[۱۰]
- جراح عمومی که جایزه بین‌المللی داوطلبی جراحی را به دست آورد، دکتر بروس استفس[۱۱]
- امی برودریک تهیه‌کننده برنده جایزه[۱۲]
- کوری کالینز، معلم هنرهای آکادمی ران کلارک[۱۳]
- سرهنگ کشیش جیمز می[۱۴]